# Unai Medina Pérez
Unai Medina Pérez   (Basauri, 16 de febrer de 1990) és un futbolista professional basc que juga a la UE Eivissa com a lateral dret.

## Trajectòria
Nascut a Bilbao, Biscaia, Medina es va formar a les files de l'Athletic Club local, però només va poder aparèixer com a sènior per als seus equips de formació i B. El 2012 va deixar el club i es va incorporar als veïns del Barakaldo CF, sent la titular en la seva primera i única temporada.
El juliol de 2013, Medina va fitxar pel Deportivo Alavés, recentment ascendit a segona divisió. Va debutar com a professional el 16 d'agost, en una derrota a domicili per 0-1 contra el Girona FC.
El 17 de juny de 2015, el Medina va passar al CD Numància de la Liga després de signar-hi un contracte de tres anys. Va continuar competint a la segona categoria els anys següents, amb l'Sporting de Gijón i la UD Logroñés.
Després que el Logroñés descendís a tercera divisió un any més tard, Medina va fitxar pel Racing de Santander amb un contracte de dos anys.